# Henry Wilmot, 1:e earl av Rochester
Henry Wilmot, 1:e earl av Rochester, född den 26 oktober 1612, död den 19 februari 1658 i Sluys, var en engelsk krigare och hovman. Han var son till Charles Wilmot, 1:e viscount Wilmot och far till John Wilmot, 2:e earl av Rochester.
Wilmot blev 1640 ledamot av "Långa parlamentet", men invecklades i en plan till militär aktion i kungens intresse, insattes juni 1641 i Towern och utstöttes i december samma år ur parlamentet. I inbördeskriget vann han två segrar (vid Roundway Down den 13 juli 1643 och vid Cropredy den 29 juni 1644) över parlamentsgeneralen William Waller, men anklagades för stämplingar för kronans överflyttande på tronföljaren Karl, miste därför sitt befäl (i augusti 1644) och fick bege sig till Frankrike. Han var 1649 kammarherre hos Karl II, följde 
honom 1651 under hans kringflackande efter nederlaget vid Worcester och upphöjdes 1652 av honom till earl av Rochester. Han utförde därefter flera diplomatiska uppdrag åt Karl och ledde ett kortvarigt rojalistiskt resningsförsök i England 1655.